# Normal, Illinois
Normal, Illinois là một thành phố thuộc quận McLean trong bang Illinois, Hoa Kỳ. Thành phố có tổng diện tích km², trong đó diện tích đất là km². Theo điều tra dân số Hoa Kỳ năm 2010, thành phố có dân số 52.497 người. 
Normal là thành phố lớn thứ 7 ở bang Illinois bên ngoài vùng đô thị Chicago.
Được biết đến như Bắc Bloomington, thị trấn đã được đưa ra tên Normal tháng 2 năm 1865 và chính thức đưa vào năm 1867. Tên này được lấy từ Đại học Sư phạm bang Illinois, một trường sư phạm (tổ chức đào tạo giáo viên) tập trung tại đây. Nhà trường đã được đổi tên thành trường Đại học bang Illinois sau khi trở thành một trường đại học tổng hợp bốn năm. Normal tiếp giáp với Bloomington, Illinois, và khi đề cập đến với nhau, hai thành phố được gọi là "Thành phố sinh đôi", "Bloomington-Normal", "BN", hoặc "Blo-No."